# آندری سورایکن
آندری سورایکن (روسی: Андрей Александрович Сурайкин؛ ۲۰ اکتبر ۱۹۴۸ – ۲۸ سپتامبر ۱۹۹۶) اسکیت‌باز نمایشی اهل اتحاد جماهیر شوروی سوسیالیستی بود.